# Kartuizerklooster Heilige Maria Magdalena-onder-het-kruis

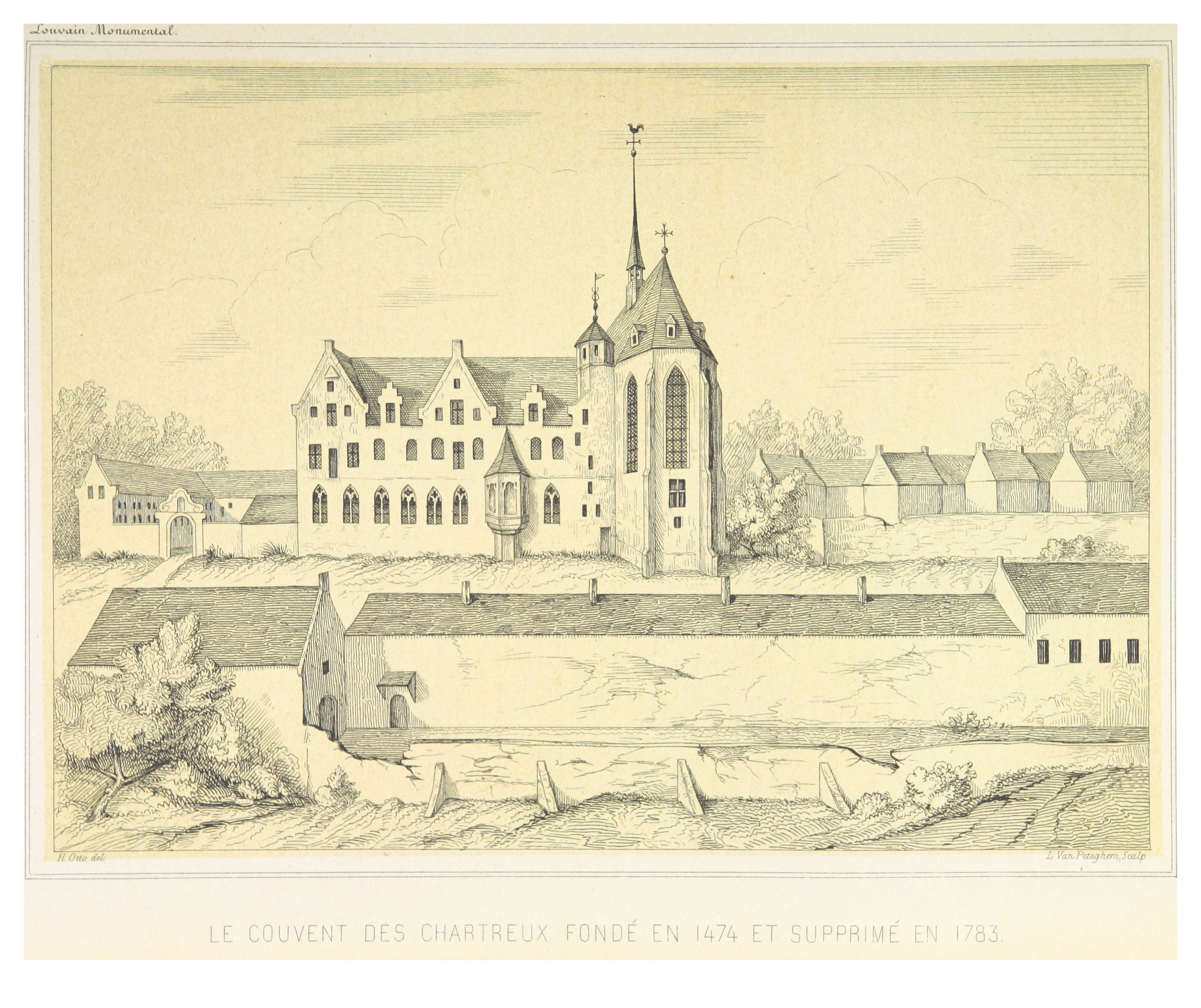
Kartuizerklooster van Leuven

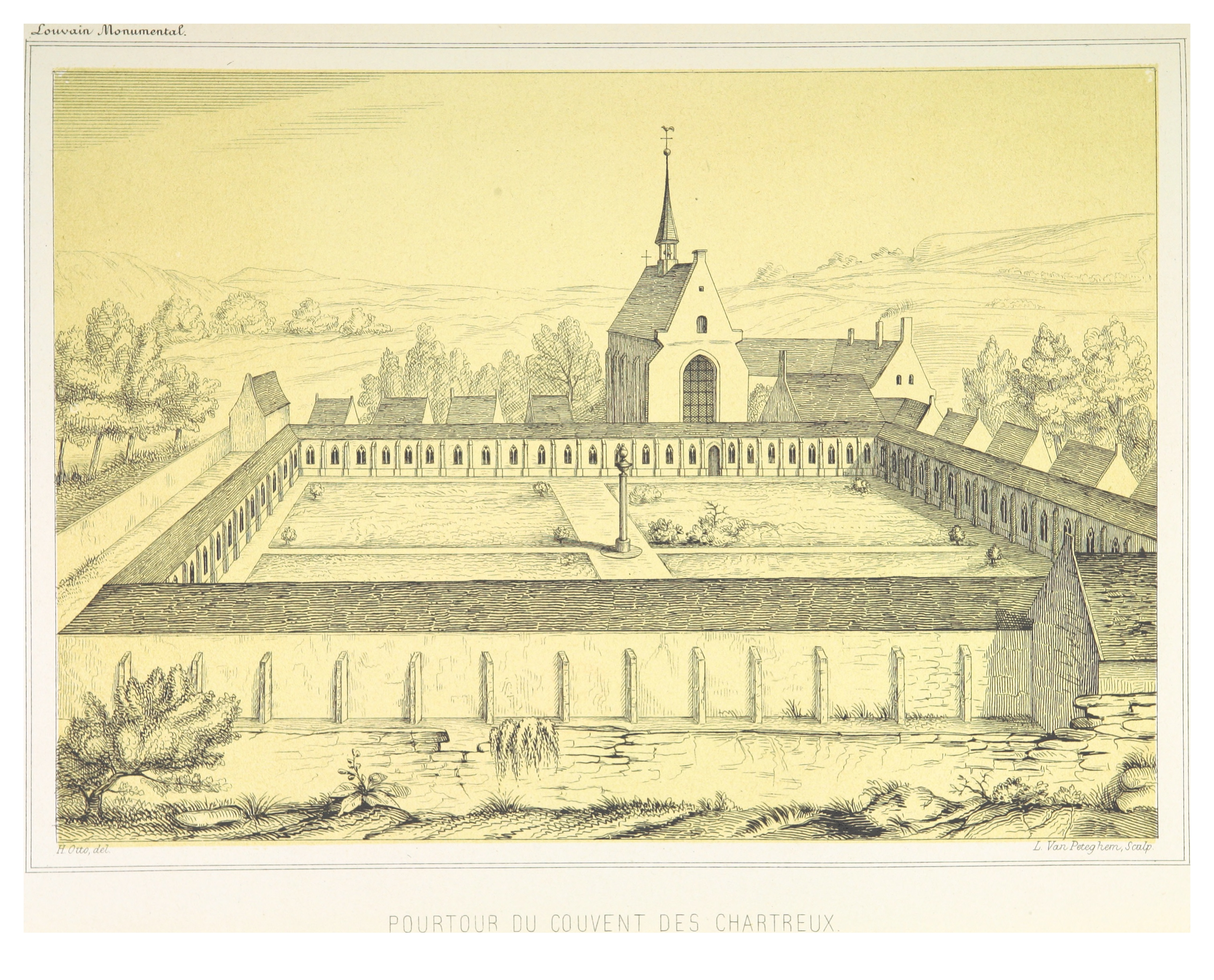
Cellen van de Kartuizers van Leuven

Het klooster Heilige Maria Magdalena-onder-het-kruis, ook wel de Chartreuse van Leuven genoemd, is een voormalig kartuizerklooster (1489-1783) in Leuven in de Belgische provincie Vlaams-Brabant. Het is het enige van de 20 kartuizerkloosters in de Nederlanden gebouwd binnen stadsmuren.

## Kartuizers

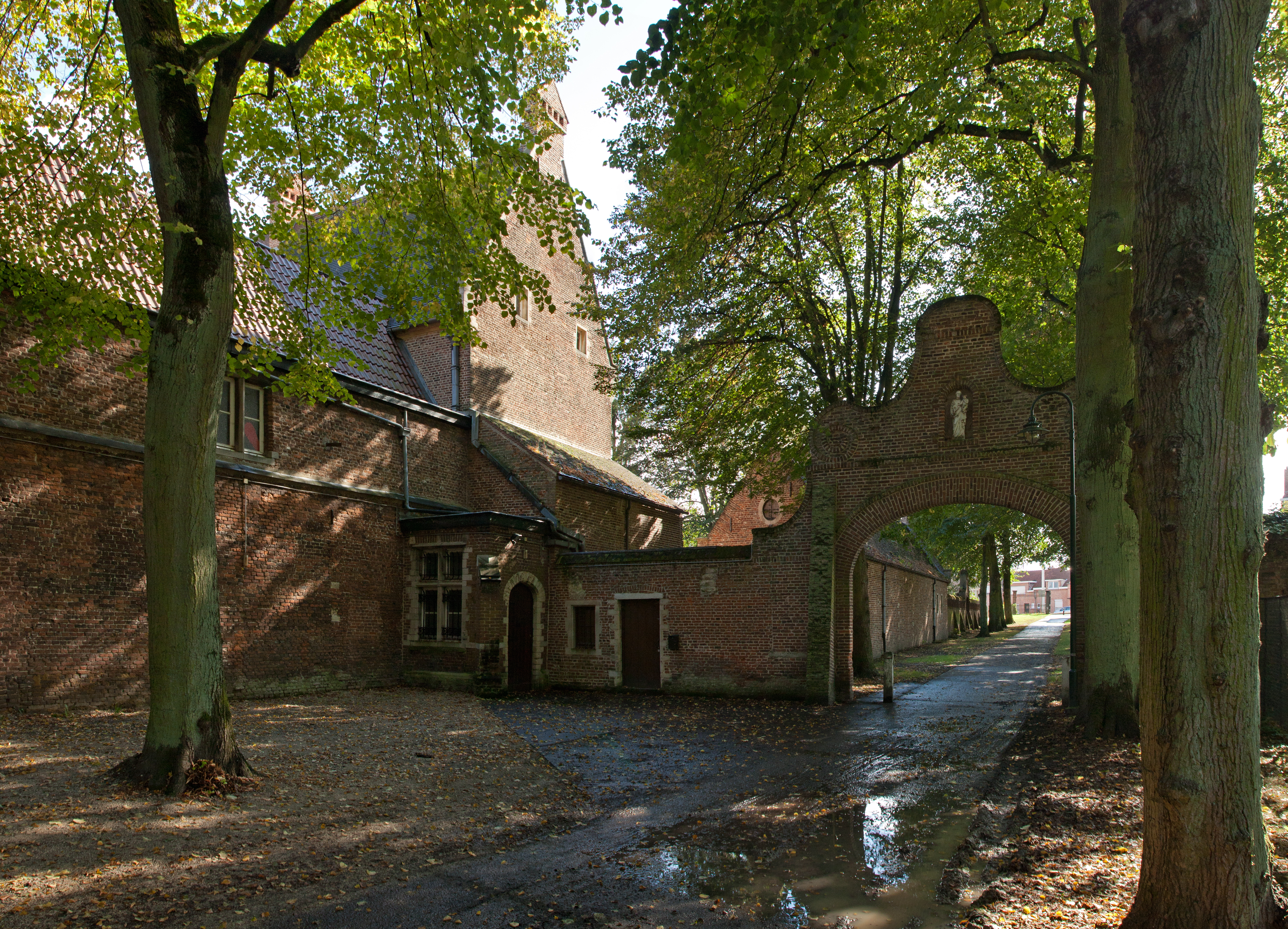

### Stichting
Kanunnik Walter van Waterleet kocht in 1486 een boerderijtje met akkers van Renier Wytvliet in Leuven. Dit domein lag binnen de tweede ringmuur van Leuven in een wijk die zo goed als onbewoond was. Het lag in een uithoek van de parochie van Sint-Jacob, tussen de Heilige Geeststraat. en de Bankstraat. Walter van Waterleet was scholaster in het kapittel van Sint-Goedele in Brussel, proost van het kapittel van Maubeuge, kanunnik van Sint-Pieterskerk in Leuven en kapelaan van hertog Karel de Stoute. Walter van Waterleet schonk het domein aan de kartuizers, die in Leuven, hun laatste klooster stichtten in het hertogdom Brabant. Hij kreeg de belangrijke steun van hertogin Margaretha van York, de weduwe van hertog Karel. Hertogin Margaretha verkreeg in 1489 de toestemming van het Leuvens stadsbestuur om een kartuizerklooster te stichten. Zij legde de eerste steen, samen met burgemeester Louis Pynnoc en andere notabelen in 1489. Aan Hendrik van Duvelande, prior van de Antwerpse kartuizers, werd de taak gegeven het klooster op te bouwen in deze rustige wijk in Leuven.
Het klooster kreeg als patroon Maria Magdalena. Het zegel stelde een kruik met kruiden voor, zoals het Lucasevangelie beschreef bij Maria Magdalena.
De stichting werd sterk bevorderd door het kartuizerklooster te Delft, en de oud-prior van dat klooster, Joh. Scullinc, was de eerste prior in Leuven. Hij werd in 1495 opgevolgd door Joannes Petri, die ook in Delft zijn opvolger was geweest.

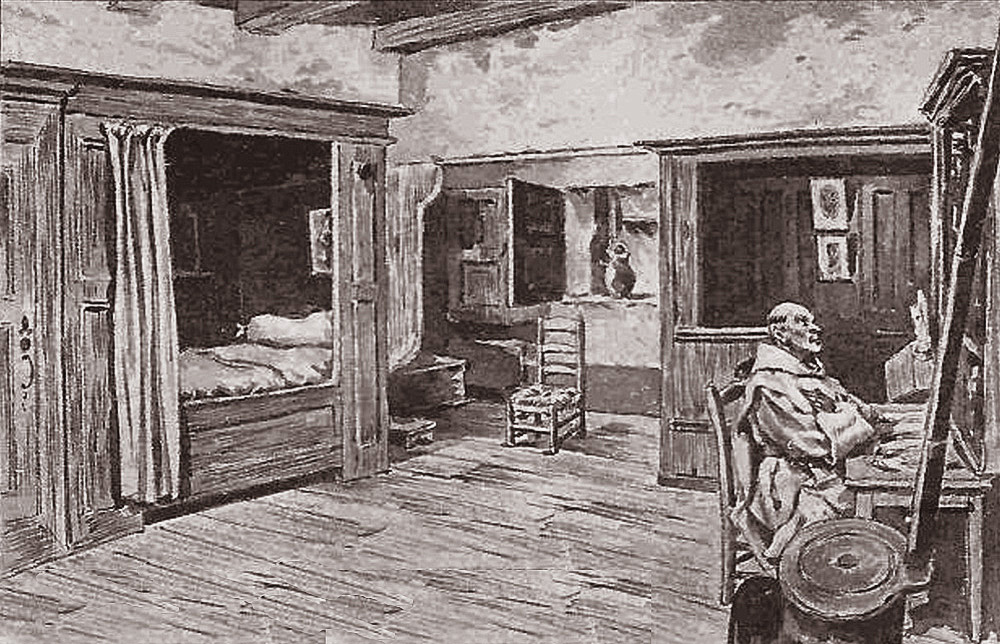
cel van een kartuizermonnik

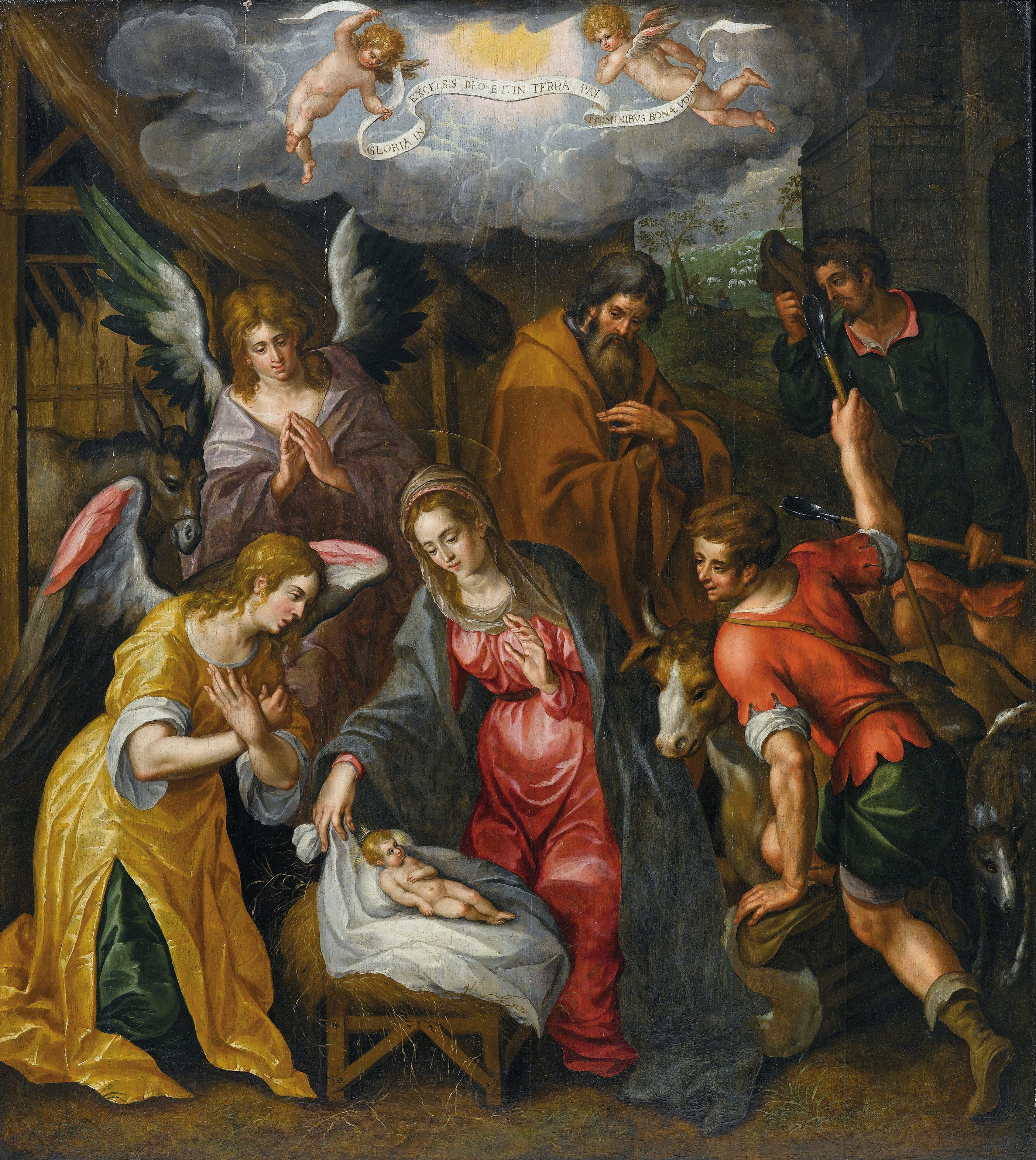
Hendrick de Clercks geboorte van Christus

### Opbouw
In 1492 werd het kerkhof ingewijd, wat suggereert dat de eerste kartuizers hun cellen hadden betrokken. Er werd een eerste kloosterpand gebouwd eind 15e eeuw-begin 16e eeuw, tezamen met een kloosterkerk. De giften voor de bouw van het klooster waren aanzienlijk. Elke weldoener betaalde voor de bouw van één kloostercel; de cel droeg dan de naam van zijn schenker. Zo schonk Johannes van Overhof uit Antwerpen twee cellen. Priester Nicolas Dreyser uit Zeeland schonk één cel; zo ook, Jaspar van Turnhoudt, rector van de Pedagogie De Valk, en de Mechelse proost Simon Slusa of van der Sluysen alsook bisschop Nicolas de Ruister van Atrecht. De kosten van de kerk waren onder meer ten laste van de gebroers Gisbert en Gautier Gillis uit Den Bosch en hun familielid Wichmuet Zonneberch uit Deventer. Reeds tijdens de bouw van het eerste klooster werd aangevangen met de bouw van een nog groter kloosterpand in de 16e eeuw. De binnentuin ervan was vijfmaal zo groot als de binnentuin van het eerste klooster. In het midden van de grote kloostertuin stond een monumentale waterpomp (vanaf de 18e eeuw). Elk cel van het tweede klooster sloot aan op de grote binnentuin doch had aan de buitenzijde telkens een afgeschermde privé-tuin. In de verbinding tussen het eerste en het tweede klooster kwamen de kerk, de priorij, de eetzaal en de bibliotheek. Daarnaast bouwden de kartuizers een grotere boerderij, stallingen en een woning voor huispersoneel. 
Het kartuizerklooster werd opgenomen in de Leuvense universiteit (1521) met alle voordelen hiermee verbonden. De prior van het kartuizerklooster zetelde hierna in de bestuursraden van diverse pedagogieën, onder meer het Standonckcollege en het Drietalencollege. In 1525 schonk keizer Karel V een belangrijke geldsom, bovenop de geldsom van zijn voorouder, Margaretha van York, teneinde requiemmissen te bidden voor zijn overleden vader Filips de Schone. De prior bestuurde het Godshuis van Heylwegen in Leuven.
Het kartuizerklooster bezat buiten Leuven diverse bosgronden, zoals het Chartreuzenbos en de Chartreuzenberg in Holsbeek. De kartuizers bezaten ook de boerderijen Ter Elst in Heverlee en d'Overbiest in Korbeek-Lo (16e eeuw). De kerk kreeg glasramen uit het atelier van Henri van Diependale. De kerk bezat ook een schilderij van Christus' geboorte van Hendrick de Clerck. In periode van hoogtepunt kende het klooster een 20-tal monniken en een 10-tal lekenbroeders en personeel.

### Teruggang
In 1746 namen Franse troepen de stad Leuven in. Zij bouwden het klooster tijdelijk om tot kazerne en lieten ovens bouwen om het leger van brood te voorzien.
Keizerin Maria Theresia besliste dat de giften aan kloosters moesten ingeperkt worden (1753). Dit bezorgde het kartuizerklooster van Leuven geldproblemen, want zij leefden al tweehonderd jaar van giften. De kartuizers verkochten hun gronden en smeten de noordvleugel en de westvleugel van het grote complex af (1780). Dit was de enige mogelijkheid om het hoofd financieel boven water te houden. Ondanks de krappe middelen konden de kartuizers merkwaardig genoeg het hele interieur van hun kerk vernieuwen (1776).

### Afschaffing
Keizer Jozef II van het Rooms-Duitse Rijk schafte met decreet van 25 april 1783 meerdere kloosters af in de Oostenrijkse Nederlanden, ook het kartuizerklooster van Leuven. Het zilverwerk, de boeken en de huisraad werden onmiddellijk verkocht of geplunderd. Het klooster werd een kazerne voor Oostenrijkse troepen. De kloosterkerk werd een hooischuur voor de omliggende landerijen in Leuven. De Oostenrijkse militair de Croly smeet glasramen van de kerk stuk, omdat hij vond dat het hooi te sterk geurde in de kerk en er frisse lucht nodig was (1785). Kort nadien werden de andere glasramen vakkundig afgehaald en met karren naar Brussel gebracht voor een openbare verkoop (1786). 
Tijdens het Frans bestuur in Leuven werd het klooster een depot voor buskruit. Vrij ongelukkig ontplofte er een magazijn, wat het kloostercomplex deels vernietigde (1793). De waterpomp werd naar de Tiensestraat getransporteerd en is sindsdan bekend als Kartuizerpomp. De Fransen verkochten het klooster, zoals andere universiteitsgebouwen, aan het publiek (1805). Het domein van de kartuizers werden in talrijke loten getrokken en alle verkocht. Sommigen kochten de landerijen en akkers, anderen een stuk van het kloostercomplex. Willem Leunckens van de Leuvense brouwerij Saint-Jacques kocht de kerk en liet deze vervolgens met de grond gelijk maken, omwille van dreigend instortingsgevaar (1806).

## Restauratie 1912 - 1917
Professor en kanunnik Thiéry van de KU Leuven hield zich persoonlijk bezig met de restauratie, nadat hij de site met enkel de ruïne erop gekocht had. Hij stelde architecten aan om, zo veel mogelijk, het gotisch karakter van de gebouwen te respecteren. Enkele bas-reliëfs liet hij overbrengen naar het kloostercomplex van Sint-Geertrui in Leuven, als museumstukken. Hij verkocht het gebouw als een bewoonbare woonst aan de kapucijnen van Leuven (1917). 

## Kapucijnen 1917 - 2005
De kapucijnen hadden hun klooster aan de nabij gelegen Voer verloren, net zoals de kartuizers, in de periode van de Oostenrijkse Nederlanden. Sindsdan woonden de kapucijnen her en der in Leuven. In 1921 betrokken zij het voormalige kartuizerklooster. Het stadbestuur ontsloot de wijk door de aanleg van de Sint-Franciscusweg, die liep langsheen de privé-woningen rondom het klooster (1922). De kapucijnen legden een Kruisweg en een Mariagrot aan in de jaren '20 en '30 van vorige eeuw. Restauraties van de bijgebouwen drongen zich op in de jaren '70.

## KU Leuven sinds 2005
In 2006 begon de KU Leuven, de huidige eigenaar, met belangrijke renovatiewerken. Hiermee ontstond een campus voor kinderen met specifieke zorgen. Het werd het "Child Convent", ook KartHuis genoemd. De drie universitaire afdelingen die hier betrokken zijn, zijn het Centrum voor Ontwikkelingsstoornissen, de afdeling Jeugdgezondheidszorg en het Centrum voor Geestelijke Gezondheidszorg. Er worden nieuwe glasramen geïnstalleerd in KartHuis.